# Station Koksijde
Station Koksijde is een spoorwegstation langs spoorlijn 73 (Deinze - De Panne) in Veurne, nabij de grens met de gemeente Koksijde.
Het station ligt midden op een kort stuk enkelspoor, dat begint na station Diksmuide, waarbij in Veurne een uitwijkspoor aangelegd is, en eindigt tussen de stations Koksijde en De Panne. Aangezien de doorkomsten in de beide richtingen elkaar kort opvolgen (in station Koksijde zijn er slechts zes minuten tussen beide doorkomsten) gebeurt het vaak dat de trein richting De Panne al bij een vertraging van een paar minuten enige tijd moet wachten in station Veurne.
Opmerkelijk is dat dit station niet in de gemeente Koksijde ligt maar in de stad Veurne. Het station wordt dan ook voor een groot deel gebruikt door inwoners van de omliggende wijken in Veurne. Reizigers van en naar Koksijde zelf kunnen gebruikmaken van de buslijnen 68 of 69 van De Lijn, al kan het voor Koksijde-Bad en Sint-Idesbald meer de moeite lonen om door te rijden tot het eindstation De Panne en vervolgens de Kusttram te nemen.

## Geschiedenis

### Voormalig stationsgebouw
Het oorspronkelijke station dateerde uit 1952 en is eigendom van de gemeente Koksijde (hoewel het zoals gezegd op het grondgebied van Veurne ligt). Er was een café in het stationsgebouw gevestigd. Dit café nam eigenlijk het merendeel van het gebouw in.

### Huidig stationsgebouw
Gemeente Koksijde heeft het verouderde gebouw in 2011 vervangen door een modern station met een horecazaak voor de reizigers. Alles moest klaar zijn tegen het WK cyclocross dat eind januari 2012 plaatsvond in Koksijde. Bij de heraanleg werd rekening gehouden met een mogelijke ringweg tussen Veurne en Koksijde en met de doortrekking van de tram naar Veurne.
Doordat het station tijdens de werken open moest blijven werd eerst een nieuw perron aangelegd tot bijna tegen de Karpelstraat in Veurne. Hierdoor heeft het nieuwe perron een afstand van bijna 350 meter. Het perron kreeg op hetzelfde moment ook blindengeleidetegels en nieuwe verlichting. Het nieuwe perron heeft een hoogte van 76 centimeter, wat vandaag de nieuwe standaard is, en het in- en uitstappen vergemakkelijkt.
Het station zelf bestaat uit een inkomdeel waar diverse automaten geplaatst worden, een wachtruimte, stationsbuffet, loket en sanitaire voorzieningen. Daarnaast is er eveneens een locatie waar een fietsverhuurpunt kan ingericht worden. Het stationsgebouw staat via een luifel in verbinding met een overdekte fietsenstalling. Deze luifel is tevens de overkapping aan het perron.
Sinds 1 oktober 2015 zijn de loketten van dit station gesloten en is het een stopplaats geworden. Voor de aankoop van allerlei vervoerbewijzen kan men bij voorkeur terecht aan de biljettenautomaat die ter beschikking staat, of via andere verkoopkanalen.
Sinds 2022 stoppen de toeristentreinen tijdens de zomerperiode enkel nog tijdens de week en niet langer tijdens het weekend in het station van Koksijde.

## Treindienst
| Serie       | Treinsoort            | Route | Bijzonderheden                                                              |
| ----------- | --------------------- | --- | --------------------------------------------------------------------------- |
| IC 28       | Intercity (NMBS)      | Antwerpen-Centraal – Gent-Sint-Pieters – Lichtervelde – Koksijde – De Panne                                                            | Rijdt alleen op werkdagen.                                                  |
| IC 29       | Intercity (NMBS)      | [ De Panne – Koksijde – ] Gent-Sint-Pieters – Aalst – Brussel-Zuid – Brussels Airport-Zaventem – Leuven – Landen                       | Rijdt in het weekend De Panne - Brussel-Noord.                              |
| P 7000/8000 | Piekuurtrein (NMBS)   | [ Oostende – Brugge – ] / [ De Panne – Koksijde – ] / [ Poperinge – Ieper – Kortrijk – ] Gent-Sint-Pieters – Brussel-Zuid – Schaarbeek | Twee treinen per dag per richting. Een trein op zondagavond vanaf De Panne. |
| P 7995/8995 | Piekuurtrein (NMBS)   | [ De Panne – Koksijde – ] / [ Kortrijk – ] Gent-Sint-Pieters                                                                           | Rijdt alleen op werkdagen.                                                  |
| ICT 6900    | Toeristentrein (NMBS) | Brussel-Noord – Brussel-Zuid – Gent-Sint-Pieters – Koksijde – De Panne                                                                 | Rijdt in juli en augustus.                                                  |

## Reizigerstellingen
De grafiek en tabel geven het gemiddeld aantal instappende reizigers weer op een week-, zater- en zondag.
| Tabel: aantal instappende reizigers station Koksijde | Tabel: aantal instappende reizigers station Koksijde | Tabel: aantal instappende reizigers station Koksijde | Tabel: aantal instappende reizigers station Koksijde |
|                                                      | Weekdag                                              | Zaterdag                                             | Zondag                                               |
| ---------------------------------------------------- | ---------------------------------------------------- | ---------------------------------------------------- | ---------------------------------------------------- |
| 1977                                                 | 190                                                  | 78                                                   | 171                                                  |
| 1978                                                 | 228                                                  | 64                                                   | 152                                                  |
| 1979                                                 | 314                                                  | 61                                                   | 229                                                  |
| 1980                                                 | 279                                                  | 78                                                   | 208                                                  |
| 1981                                                 | 245                                                  | 68                                                   | 178                                                  |
| 1982                                                 | 164                                                  | 73                                                   | 222                                                  |
| 1983                                                 | 323                                                  | 135                                                  | 225                                                  |
| 1984                                                 | 143                                                  | 98                                                   | 204                                                  |
| 1985                                                 | 267                                                  | 81                                                   | 232                                                  |
| 1986                                                 | 171                                                  | 43                                                   | 253                                                  |
| 1987                                                 | 153                                                  | 47                                                   | 189                                                  |
| 1988                                                 | 292                                                  | 112                                                  | 223                                                  |
| 1989                                                 | 312                                                  | 173                                                  | 379                                                  |
| 1990                                                 | 333                                                  | 204                                                  | 329                                                  |
| 1991                                                 | 439                                                  | 185                                                  | 502                                                  |
| 1992                                                 | 527                                                  | 200                                                  | 525                                                  |
| 1993                                                 | 268                                                  | 132                                                  | -                                                    |
| 1994                                                 | 263                                                  | 130                                                  | 164                                                  |
| 1995                                                 | 201                                                  | 217                                                  | 400                                                  |
| 1996                                                 | 490                                                  | 220                                                  | 331                                                  |
| 1997                                                 | 384                                                  | 189                                                  | 415                                                  |
| 1998                                                 | 311                                                  | 124                                                  | 416                                                  |
| 1999                                                 | 253                                                  | 98                                                   | 484                                                  |
| 2000                                                 | 337                                                  | 150                                                  | 421                                                  |
| 2001                                                 | 296                                                  | 130                                                  | 406                                                  |
| 2002                                                 | 346                                                  | 87                                                   | 446                                                  |
| 2003                                                 | 249                                                  | 150                                                  | 348                                                  |
| 2004                                                 | 288                                                  | 99                                                   | 330                                                  |
| 2005                                                 | 266                                                  | 142                                                  | 350                                                  |
| 2006                                                 | 275                                                  | 104                                                  | 329                                                  |
| 2007                                                 | 285                                                  | 170                                                  | 401                                                  |
| 2008                                                 | -                                                    | -                                                    | -                                                    |
| 2009                                                 | 373                                                  | 155                                                  | 475                                                  |
| 2010                                                 | -                                                    | -                                                    | -                                                    |
| 2011                                                 | -                                                    | -                                                    | -                                                    |
| 2012                                                 | 350                                                  | 192                                                  | 357                                                  |
| 2013                                                 | 158                                                  | 212                                                  | 379                                                  |
| 2014                                                 | 304                                                  | 178                                                  | 333                                                  |
| 2015                                                 | 251                                                  | 189                                                  | 233                                                  |
| 2016                                                 | 314                                                  | 154                                                  | 247                                                  |
| 2017                                                 | 356                                                  | 227                                                  | 514                                                  |
| 2018                                                 | 306                                                  | 129                                                  | 313                                                  |
| 2019                                                 | 295                                                  | 114                                                  | 313                                                  |
| 2020                                                 | 229                                                  | 113                                                  | 295                                                  |
| 2021                                                 | -                                                    | -                                                    | -                                                    |
| 2022                                                 | 314                                                  | 149                                                  | 341                                                  |
| 2023                                                 | 263                                                  | 234                                                  | 379                                                  |
| 2021                                                 | 274                                                  | 147                                                  | 384                                                  |

## Galerij

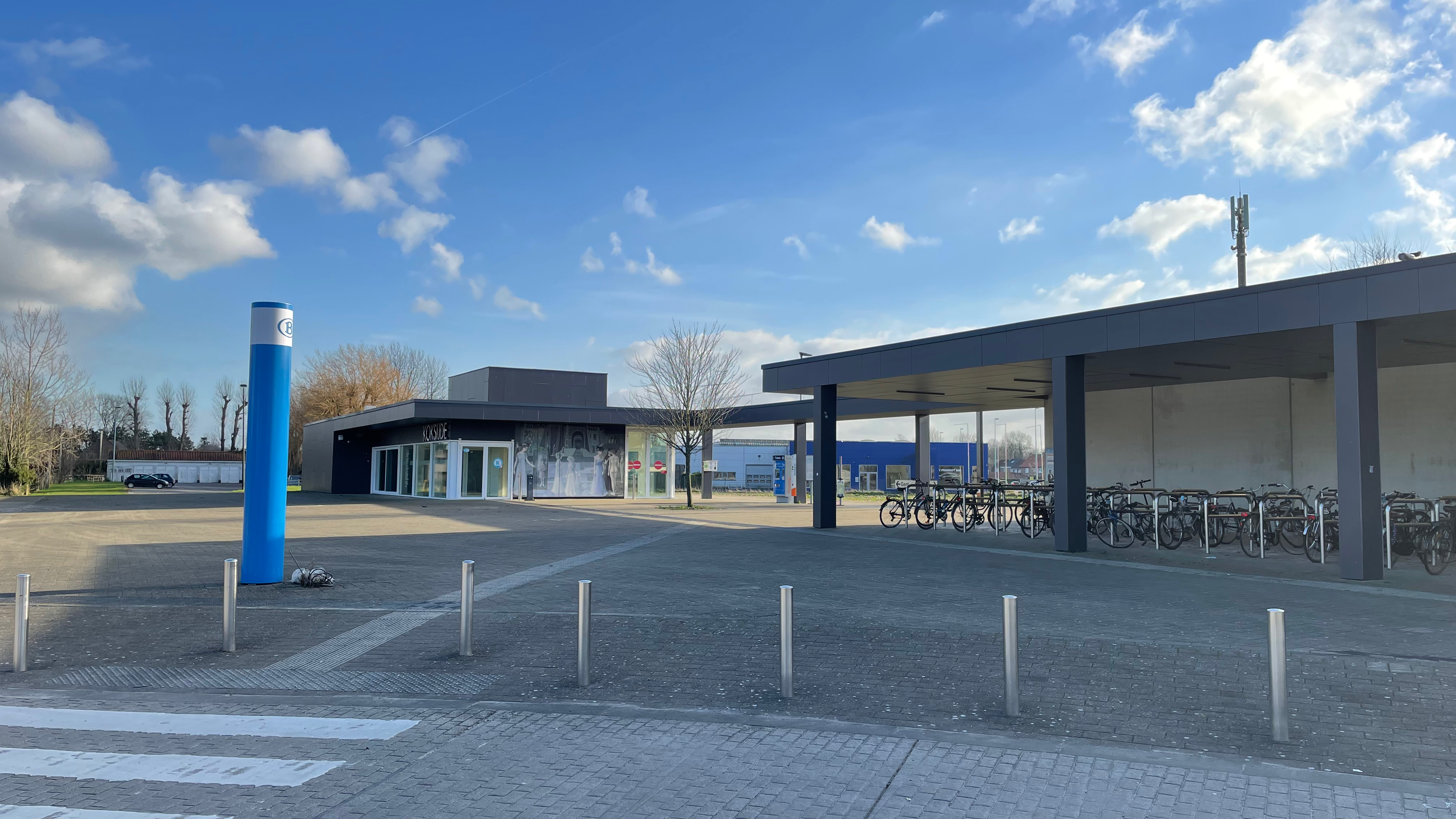
Stationsplein
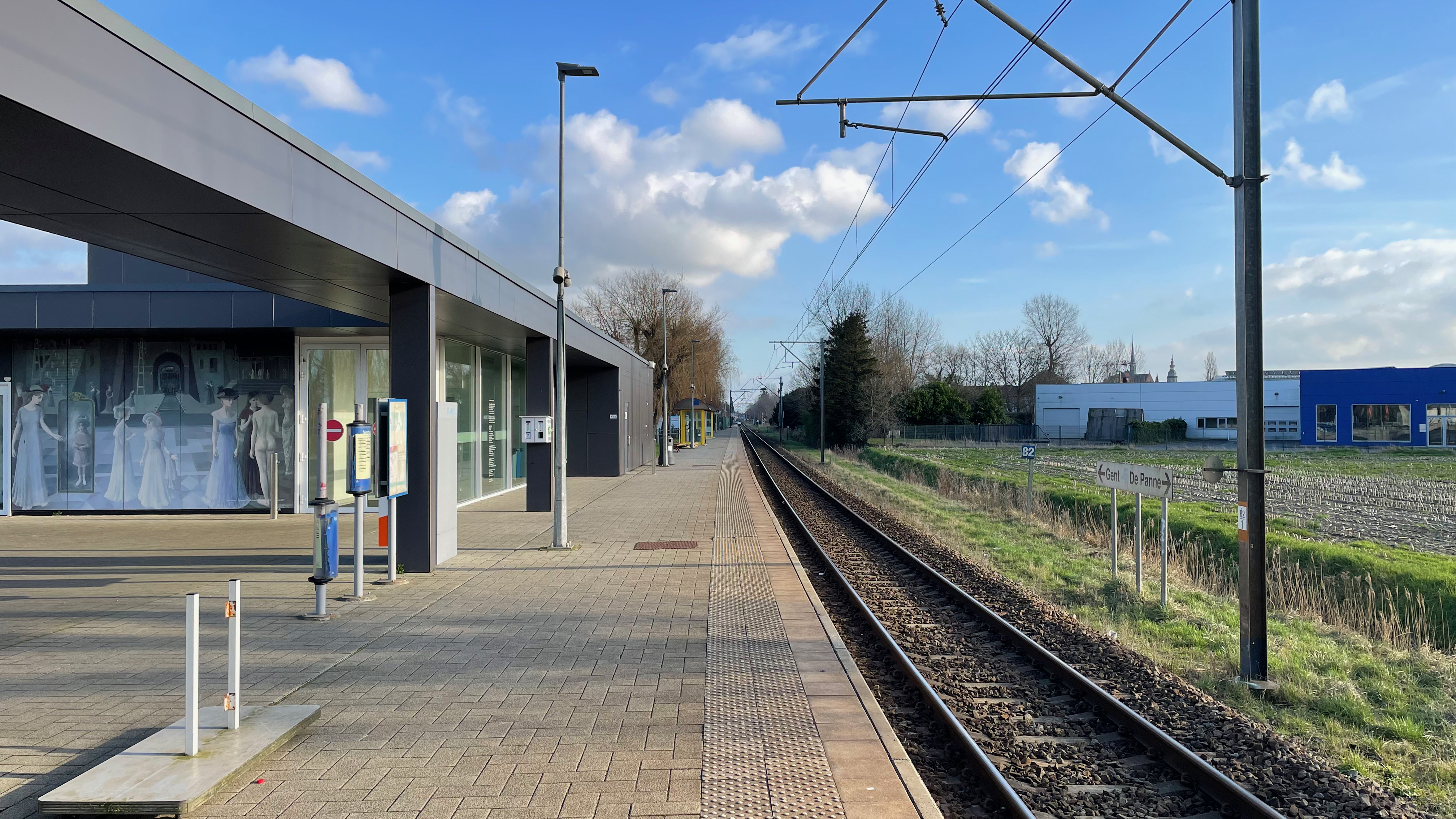
Zicht op het perron
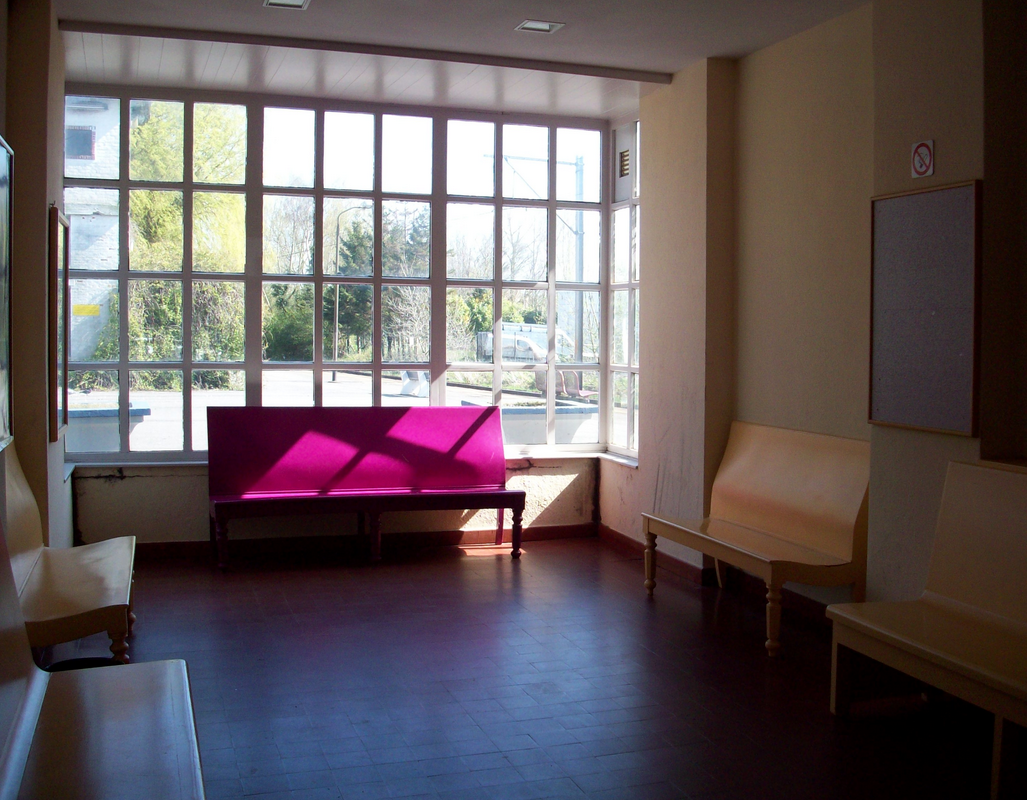
Wachtzaal + lokethal
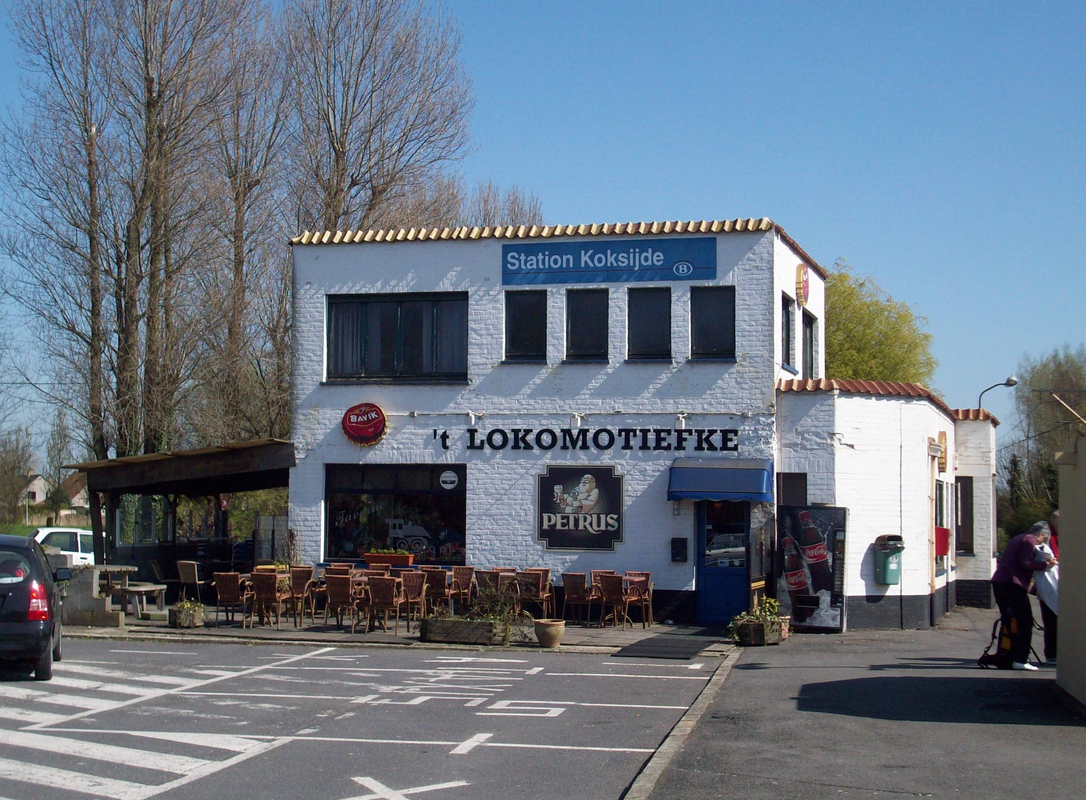
Oud stationsgebouw
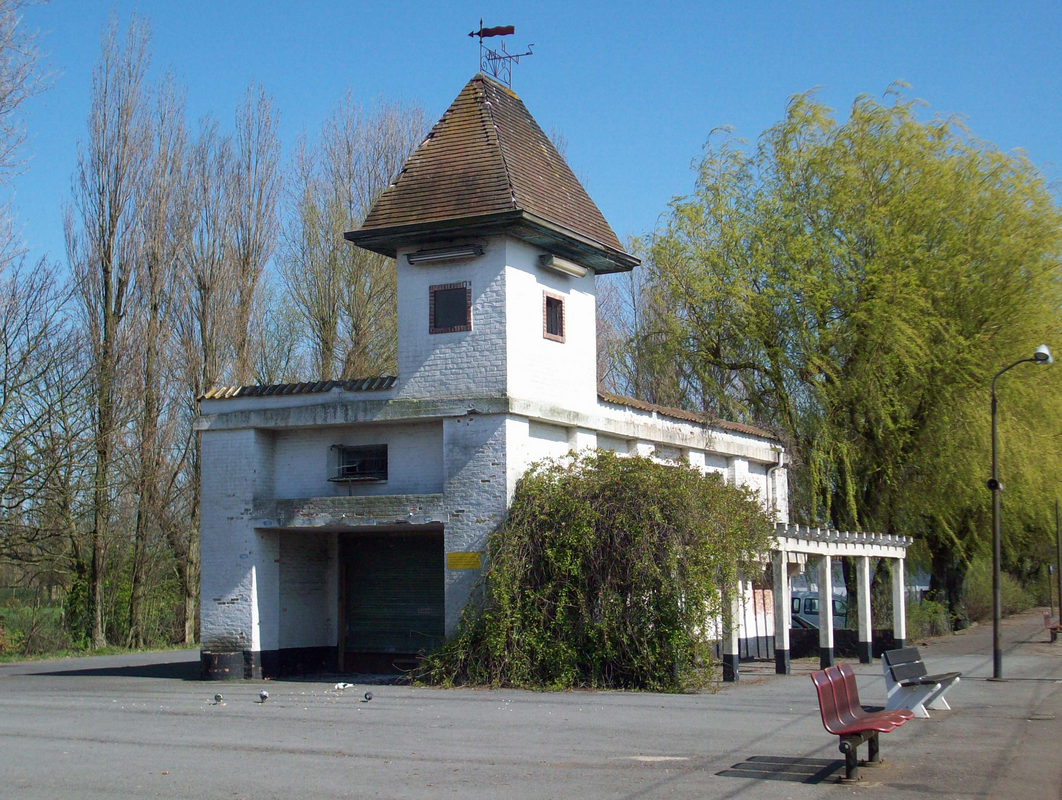

0: Deinze ·
4,5: Grammene ·
6,2: Wontergem ·
8,3: Aarsele ·
15,6: Tielt ·
20,1: Pittem ·
24,0: Ardooie-Koolskamp ·
26,5: Kortekeer ·
31,7: Lichtervelde ·
37,7: Kortemark ·
40,5: Handzame ·
43,7: Zarren ·
47,9: Esen ·
50,4: Diksmuide ·
52,0: Kaaskerke ·
54,8: Oostkerke ·
62,4: Avekapelle ·
65,5: Veurne ·
66,9: Koksijde ·
70,5: De Panne